# Port lotniczy Chartum
Port lotniczy Chartum (kod IATA: KRT, kod ICAO: HSSS) – największe lotnisko w Sudanie. Jest portem przesiadkowym sudańskich linii lotniczych Sudan Airways.

## Linie lotnicze i połączenia
| Linia Lotnicza        | Kierunek |
| --------------------- | --- |
| Afriqiyah Airways     | 1. Bengazi 2. Trypolis |
| Air Arabia            | 1. Abu Zabi 2. Kair 3. Szardża |
| Badr Airlines         | 1. Abu Zabi 2. Addis Abeba 3. Amman 4. Kair 5. Ad-Damazin 6. Doha 7. Dubaj 8. Al-Faszir 9. Al-Ubajjid 10. Al-Dżunajna 11. Stambuł 12. Dżudda 13. Dżuba 14. Kano 15. Kassala 16. Ndżamena 17. Nijala 18. Port Sudan 19. Rijad 20. Wau |
| Berniq Airways        | 1. Bengazi |
| Cham Wings Airlines   | 1. Damaszek |
| EgyptAir              | 1. Kair |
| Emirates              | 1. Dubaj |
| Eritrean Airlines     | 1. Asmara 2. Kair 3. Kano |
| Ethiopian Airlines    | 1. Addis Abeba |
| flyadeal              | 1. Dżudda 2. Rijad |
| Flydubai              | 1. Dubaj |
| Flynas                | 1. Abha 2. Dammam 3. Dżudda 4. Medyna 5. Rijad |
| Golden Wings Aviation | 1. Dżuba 2. Wau |
| Gulf Air              | 1. Bahrajn |
| Kenya Airways         | 1. Dżuba 2. Nairobi |
| Nova Airways          | 1. Dongola 2. Al-Faszir 3. Dżuba 4. Merowe 5. Nijala 6. Port Sudan 7. Wau |
| Qatar Airways         | 1. Doha |
| Royal Jordanian       | 1. Amman |
| SalamAir              | 1. Maskat |
| Saudia                | 1. Dżudda 2. Medyna 3. Rijad |
| Sudan Airways         | 1. Addis Abeba 2. Asmara 3. Kair 4. Al-Faszir 5. Al-Dżunajna 6. Dżudda 7. Dżuba 8. Kano 9. Ndżamena 10. Nijala 11. Port Sudan 12. Rijad                                                                                              |
| Syrian Air            | 1. Damaszek |
| Tarco Aviation        | 1. Amman 2. Asmara 3. Kair 4. Dammam 5. Doha 6. Entebbe 7. Dżudda 8. Dżuba 9. Kano 10. Ndżamena 11. Rijad |
| Turkish Airlines      | 1. Stambuł |
| Yemenia               | 1. Aden |